# John Michael Lane
Pour les articles homonymes, voir Lane.
John Michael Lane est, né le 14 février 1936 et mort le 21 octobre 2020, un épidémiologiste américain qui fut directeur du programme mondial d'éradication de la variole par l'Epidemic Intelligence Service entre 1973 et 1981 et qui joua un rôle dans l'éradication de la variole en 1977

## Jeunesse
John Michael Lane nait le 14 février 1936 à Boston, Massachusetts, d'Eileen O'Connor, et est élevé par sa mère et son beau-père Alfred Baker Lewis. Sa mère est membre du conseil national du YWCA, administratrice de Planned Parenthood, et son beau-père est un avocat bénévole pour le début de la NAACP et plus tard un trésorier de l'organisation. Il a deux frères, un demi-frère et deux demi-sœurs. Quand il a six ans, sa famille déménage à Greenwich, Connecticut, où il étudie à l'école privée Brunswick. Il obtient un baccalauréat de l'Université de Yale en 1957 et un diplôme de médecine de l'Université Harvard en 1961, et un diplôme d'épidémiologie en santé publique de l'Université de Californie à Berkeley en 1967. Il effectue son internat à l'hôpital Bellevue, à New York.

## Carrière

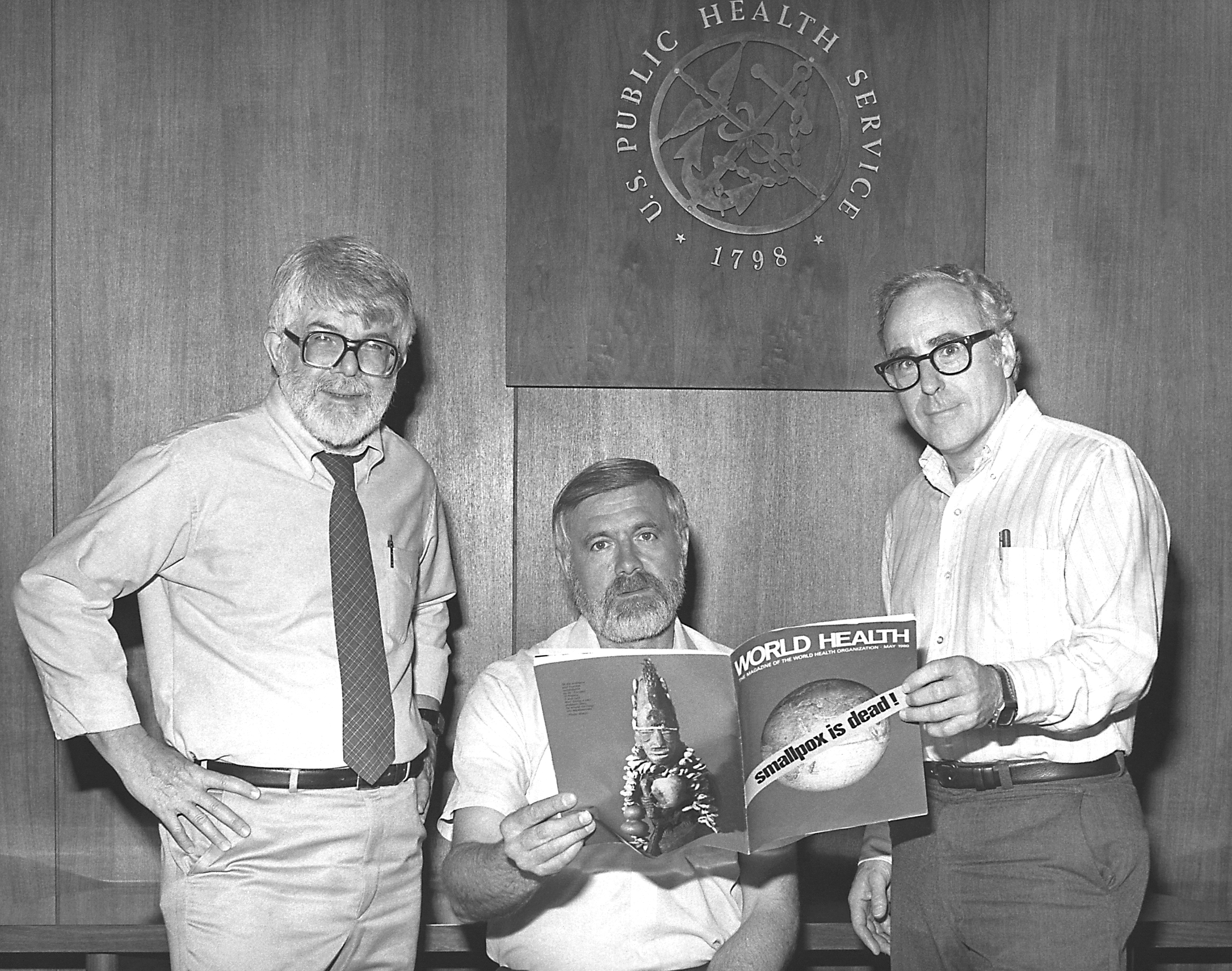
Lane (à droite) avec J.Donald Millar et William Foege, anciens directeurs du Programme mondial d'éradication de la variole avec l'annonce mondiale de l'éradication de la variole, 1980

Lane commence sa carrière avec le Epidemic Intelligence Service Centers for Disease Control and Prevention (CDC) en 1963 en tant qu'épidémiologiste. Il est affecté à la division de la variole et d'autres maladies infectieuses au sein du CDC.Pendant ce temps, il se rend dans des pays d'Afrique et d'Asie du Sud-Est, notamment au Pakistan, en Inde, au Bangladesh et en Indonésie, pour entreprendre des campagnes de vaccination et lutter contre l'épidémie de la maladie.
En 1973, il est nommé directeur du programme mondial d'éradication de la variole. Il occupe ce poste jusqu'en 1981 en tant que dernier directeur du programme, supervisant avec succès l'éradication de la maladie en 1977. Le dernier cas de la maladie est signalé en Somalie en 1977, et elle est déclarée éradiquée en 1980 Parlant plus tard des stratégies adoptées, il racontera le rôle des volontaires qui administreront les vaccins et le processus de vaccination lui-même. Il évoquera également l’importance de coopérer avec les chefs régionaux des tribus locales pour s’assurer que les programmes étaient administrés à la population locale. Une stratégie supplémentaire qui sera adoptée pour contourner la pénurie de vaccins sera de passer de la « vaccination de masse » à la « vaccination en anneau », cette dernière stratégie se concentrant sur « la surveillance et l'endiguement » et une vaccination ciblée dans les villages avec des victimes connues.
Après avoir occupé son poste dans le programme d'éradication de la variole, il reste au CDC en tant que directeur du Center for Prevention Services jusqu'en 1987. Il enseigne ensuite à l'Université Emory d'Atlanta entre 1988 et 1991, et à l'Université nationale australienne entre 1991 et 1993, où il a aide à mettre sur pied le programme australien de formation en épidémiologie de terrain et occupe le poste de directeur du programme. Il retourne enseigner à l'Université Emory en 1993 et continuer jusqu'en 2001.
Au début du XXIe siècle, Lane sera,un partisan de la destruction des stocks existants de vaccin antivariolique, en raison de son utilisation potentielle comme arme bio-terroriste, et plaidera pour que la Russie et les États-Unis détruisent les vaccins restants.

## Vie privée
Lane épouse Carolina Hernandez en 1969. Le couple divorce en 1998. Il épouse ensuite Lila Elizabeth Summer en 1998.
C'était un avide ornithologue amateur, randonneur et plongeur sous-marin. Il avait terminé un trek à travers le pays d'Atlanta à Seattle à l"âge de 79 ans.
Il décède le 21 octobre 2020 à son domicile d'Atlanta, en Géorgie, des suites d'un cancer du côlon.